# Euxoa fusca
Euxoa fusca är en fjärilsart som beskrevs av Barend J. Lempke 1962. Euxoa fusca ingår i släktet Euxoa och familjen nattflyn. Inga underarter finns listade i Catalogue of Life.